# Iván Bella
Iván Gonzalo Bella (Capital Federal, Buenos Aires, 13 de septiembre de 1989) es un futbolista argentino. Juega como mediocampista por izquierda y su primer equipo fue Vélez Sarsfield. Actualmente milita en Gimnasia y Esgrima (Jujuy) de la Primera B Nacional.

## Trayectoria
Bella debutó en Vélez Sarsfield en el empate a 0 con Independiente el 8 de junio de 2008. En el 2009 formó parte del plantel campeón del Clausura 2009 pero solo jugó un partido (contra River). En 2011 jugó el partido de vuelta contra Liga de Quito marcando su primer gol en su carrera y su primer gol internacional. En el debut del Torneo Apertura 2011 metió su primer gol a nivel local contra Godoy Cruz de Mendoza en el empate 1-1. 
El 19 de abril de 2013 una vez finalizado el partido entre Vélez y Newell's, Bella se desplomó y empezó con convulsiones, por lo que el susto fue generalizado y mayúsculo, a tal extremo que los compañeros y sus colegas de "La Lepra" se acercaron para ver qué sucedía y en qué podían ayudar, mientras los aficionados se tomaban la cabeza en las gradas. Julio Baldomar, vicepresidente del club de Liniers, comento que "el médico informó que Bella sufrió un ataque de epilepsia".
El 1 de diciembre de 2013 se confirma su traspaso a equipo Puebla FC. En 2014 vuelve a Argentina y ficha con Lanús, aunque no tuvo continuidad en el "Granate", por lo cual posteriormente rescinde su contrato con el club para irse a Godoy Cruz.
En el mercado de pases de invierno del 2015, mientras se disputa la Copa América, vuelve a fichar para el Vélez Sarsfield.

## Internacional
En enero de 2009 Bella fue llamado para jugar con la Selección Argentina Sub-20 en el Campeonato Sudamericano Sub-20 de 2009 en Venezuela.

## Clubes
| Club                       | País      | Año           | PJ  | G  |
| -------------------------- | --------- | ------------- | --- | -- |
| Vélez Sarsfield            | Argentina | 2008-2013     | 128 | 11 |
| Chiapas FC                 | México    | 2013          | 7   | 1  |
| Puebla                     | México    | 2014          | 10  | 1  |
| Lanús                      | Argentina | 2014          | 13  | 0  |
| Godoy Cruz de Mendoza      | Argentina | 2015          | 10  | 0  |
| Vélez Sarsfield            | Argentina | 2015-2017     | 16  | 0  |
| Arsenal de Sarandí         | Argentina | 2017-2018     | 3   | 0  |
| Santamarina de Tandil      | Argentina | 2018-2019     | 25  | 2  |
| Gimnasia y Esgrima (Jujuy) | Argentina | 2020-Presente | 10  | 0  |

## Palmarés
| Título           | Club            | País      | Año     |
| ---------------- | --------------- | --------- | ------- |
| Primera División | Vélez Sarsfield | Argentina | C-2009  |
| Primera División | Vélez Sarsfield | Argentina | C-2011  |
| Primera División | Vélez Sarsfield | Argentina | I-2012  |
| Primera División | Vélez Sarsfield | Argentina | 2012/13 |